# Pleioptygma helenae
Pleioptygma helenae is een slakkensoort uit de familie van de Mitridae. De wetenschappelijke naam van de soort is voor het eerst geldig gepubliceerd in 1972 door Radwin & Bibbey.